# Nati nel 1945/Gennaio
| Questa pagina contiene informazioni ricavate automaticamente dalle voci biografiche con l'ausilio del template Bio e di un bot. L'aggiornamento è periodico e automatico e ricostruisce completamente la pagina. Se manca una persona in questa lista, sei pregato di non aggiungerla, ma accertati piuttosto che la sua voce biografica contenga il template Bio e che i dati anagrafici siano correttamente compilati. Se il template Bio manca, inseriscilo tu stesso o, in alternativa, metti l'avviso {{tmp\|Bio}} che ne segnala la mancanza. Se i dati riportati sono sbagliati, correggi direttamente la voce biografica; le modifiche saranno visibili in questa lista entro pochi giorni. Per chiarimenti vedi il progetto biografie. La lista contiene solo le 263 persone che sono citate nell'enciclopedia e per le quali è stato implementato correttamente il template Bio. Pagina aggiornata al 18 lug 2025. |

- 1º gennaio - Diahnne Abbott, attrice statunitense
- 1º gennaio - Lidia Barbieri Sacconaghi, sciatrice alpina italiana († 2002)
- 1º gennaio - Luigi Alberto Bianchi, violista e violinista italiano († 2018)
- 1º gennaio - Tonino Biondini, fondista italiano († 1983)
- 1º gennaio - Giovanni Cattai, ex calciatore italiano
- 1º gennaio - Giuseppe Di Giacomo, filosofo e saggista italiano
- 1º gennaio - Francesco Gallina, calciatore italiano († 2021)
- 1º gennaio - Rossano Giampaglia, allenatore di calcio e calciatore italiano († 2005)
- 1º gennaio - Carlo Giordana, attore italiano († 2020)
- 1º gennaio - Ekki Göpelt, cantante, conduttore televisivo e conduttore radiofonico tedesco († 2016)
- 1º gennaio - Pietro Grasso, politico e ex magistrato italiano
- 1º gennaio - Jacky Ickx, ex pilota automobilistico belga
- 1º gennaio - Jimmy Jones, ex cestista statunitense
- 1º gennaio - Yehezkel Katzav, calciatore israeliano († 2022)
- 1º gennaio - Steve Kramer, ex cestista statunitense
- 1º gennaio - Adolfo Manis, ex politico italiano
- 1º gennaio - Mario Mattioli, pallavolista e allenatore di pallavolo italiano († 2003)
- 1º gennaio - Danilo Mayer, ex calciatore italiano
- 1º gennaio - Janet Mikhail, politica palestinese
- 1º gennaio - Moncho Monsalve, ex cestista e allenatore di pallacanestro spagnolo
- 1º gennaio - James L. Resseguie, pastore protestante e biblista statunitense
- 1º gennaio - Rüdiger Safranski, filosofo tedesco
- 1º gennaio - Zoltán Varga, allenatore di calcio e calciatore ungherese († 2010)
- 1º gennaio - Yuen Wo Ping, regista e coreografo hongkonghese
- 1º gennaio - Gail Zappa, imprenditrice statunitense († 2015)
- 2 gennaio - Awad Hamed al-Bandar, magistrato e politico iracheno († 2007)
- 2 gennaio - Giuseppe Colaianni, lottatore italiano
- 2 gennaio - Slobodan Praljak, criminale di guerra e militare croato († 2017)
- 2 gennaio - Cathy Rosier, attrice francese († 2004)
- 2 gennaio - Adolf Seger, ex lottatore tedesco
- 2 gennaio - Rolf Zetterlund, allenatore di calcio e ex calciatore svedese
- 3 gennaio - Andreas Assiōtīs, ex calciatore cipriota
- 3 gennaio - Wade Bell, mezzofondista statunitense († 2024)
- 3 gennaio - Réal Lemieux, hockeista su ghiaccio canadese († 1975)
- 3 gennaio - Carlo Marangon, musicista, compositore e cantautore italiano († 1989)
- 3 gennaio - Stephen Stills, cantautore, chitarrista e polistrumentista statunitense
- 4 gennaio - Anna Maria Bernasconi, politica italiana
- 4 gennaio - Walter Charles, baritono e attore statunitense († 2023)
- 4 gennaio - Giovanni Cobolli Gigli, dirigente d'azienda italiano
- 4 gennaio - Djibril Diop Mambéty, regista e attore senegalese († 1998)
- 4 gennaio - Vesa-Matti Loiri, cantante e attore finlandese († 2022)
- 4 gennaio - Giuseppe Piromalli, mafioso italiano
- 4 gennaio - Richard Schrock, chimico statunitense
- 4 gennaio - Mateo Félix Zubiaga, calciatore e allenatore di calcio spagnolo († 2016)
- 4 gennaio - Antonio Zurru, politico italiano († 2017)
- 5 gennaio - Don Ed Hardy, artista statunitense
- 5 gennaio - Joël Mercier, arcivescovo cattolico francese
- 5 gennaio - Constantin Radu, calciatore rumeno († 2020)
- 5 gennaio - José Luis Romero, allenatore di calcio e ex calciatore spagnolo
- 5 gennaio - Lynn Schenk, politica e avvocato statunitense
- 5 gennaio - Roger Spottiswoode, regista e montatore canadese
- 5 gennaio - Cal Taormina, pianista e arrangiatore italiano († 2020)
- 5 gennaio - Franco Tentorio, politico italiano
- 5 gennaio - Sam Wyche, giocatore di football americano e allenatore di football americano statunitense († 2020)
- 6 gennaio - Margrete Auken, politica danese
- 6 gennaio - Athos Bigongiali, scrittore italiano
- 6 gennaio - Ernst Blanke, ex tennista e avvocato austriaco
- 6 gennaio - Virginio Canzi, allenatore di calcio e ex calciatore italiano
- 6 gennaio - Alfredo Conde, scrittore, poeta e politico spagnolo
- 6 gennaio - Víctor Cuevas, ex cestista portoricano
- 6 gennaio - Lars-Ebbe Edström, ex cestista svedese
- 6 gennaio - Walter Franco, cantante, musicista e chitarrista brasiliano († 2019)
- 6 gennaio - Alwyn Howard Gentry, botanico statunitense († 1993)
- 6 gennaio - Barry John, rugbista a 15 gallese († 2024)
- 6 gennaio - Roland Losert, ex schermidore austriaco
- 6 gennaio - Luigi Lucini, presbitero e scrittore italiano
- 6 gennaio - Saturnino Osorio, calciatore salvadoregno († 1980)
- 6 gennaio - Cesare Poli, calciatore italiano († 2024)
- 6 gennaio - Philip Schultz, poeta statunitense
- 6 gennaio - James Senese, musicista, sassofonista e compositore italiano
- 6 gennaio - Robyn Thorn, ex nuotatrice australiana
- 7 gennaio - Shulamith Firestone, attivista canadese († 2012)
- 7 gennaio - Rafael Herrera, ex pugile messicano
- 7 gennaio - Niels Christian Hüttel, ex calciatore danese
- 7 gennaio - Jean-Claude Lefèbvre, ex pilota di rally e copilota di rally francese
- 7 gennaio - Dick Marty, politico e avvocato svizzero († 2023)
- 7 gennaio - Raila Odinga, politico keniota
- 7 gennaio - Giampaolo Urlando, ex martellista italiano
- 7 gennaio - Anne Warner, ex nuotatrice statunitense
- 8 gennaio - Phil Beal, ex calciatore inglese
- 8 gennaio - Elviro Blanc, ex fondista italiano
- 8 gennaio - Ivano Bosdaves, calciatore italiano († 2024)
- 8 gennaio - Rodney Johnson, calciatore inglese († 2019)
- 8 gennaio - Sergio Nicolai, attore italiano
- 8 gennaio - Kadir Topbaş, politico, architetto e funzionario turco († 2021)
- 8 gennaio - Olga Đoković, ex cestista jugoslava
- 9 gennaio - Frank Biondi, dirigente d'azienda statunitense († 2019)
- 9 gennaio - Denis Connaghan, calciatore scozzese († 2024)
- 9 gennaio - John Doman, attore statunitense
- 9 gennaio - Javier Guzmán, calciatore messicano († 2014)
- 9 gennaio - Josef Jelínek, ex calciatore cecoslovacco
- 9 gennaio - Paolo Mauri, critico letterario e giornalista italiano († 2022)
- 9 gennaio - Sal Mistretta, attore statunitense († 2023)
- 9 gennaio - Jana Posnerová, ex ginnasta cecoslovacca
- 9 gennaio - Lewon Ter-Petrosyan, politico e storico armeno
- 10 gennaio - Mario Capanna, politico, scrittore e attivista italiano
- 10 gennaio - Fabrizio Castagnetti, generale italiano († 2018)
- 10 gennaio - Rick Chaffee, ex sciatore alpino statunitense
- 10 gennaio - Colonel DeBeers, wrestler statunitense († 2025)
- 10 gennaio - Gunther von Hagens, medico tedesco
- 10 gennaio - Spider Sabich, sciatore alpino statunitense († 1976)
- 10 gennaio - Landing Savané, politico senegalese
- 10 gennaio - Rod Stewart, cantautore britannico
- 10 gennaio - Nóra Thúróczy, cestista ungherese († 2017)
- 11 gennaio - Geraldo Azevedo, cantautore e chitarrista brasiliano
- 11 gennaio - Polo Carrera, allenatore di calcio e ex calciatore ecuadoriano
- 11 gennaio - Roberto De Paoli, ex calciatore italiano
- 11 gennaio - Karo Haghverdian, ex calciatore iraniano
- 11 gennaio - Christine Kaufmann, attrice tedesca († 2017)
- 11 gennaio - Tony Kaye, musicista britannico
- 11 gennaio - Suzanne W. Tourtellotte, astronoma statunitense († 2013)
- 12 gennaio - Maggie Bell, cantautrice britannica
- 12 gennaio - André Bicaba, ex velocista burkinabé
- 12 gennaio - Miguel Company, allenatore di calcio e ex calciatore peruviano
- 12 gennaio - Pierluigi Copercini, politico italiano († 2013)
- 12 gennaio - Paolo Puppa, drammaturgo, scrittore e saggista italiano
- 13 gennaio - Christian Berger, direttore della fotografia austriaco
- 13 gennaio - Stefania Careddu, attrice italiana
- 13 gennaio - Pietro Di Caterina, ex ciclista su strada italiano
- 13 gennaio - Pierre Galle, ex cestista e allenatore di pallacanestro francese
- 13 gennaio - Flavio Martini, ex ciclista su strada italiano
- 13 gennaio - Peter Simpson, ex calciatore inglese
- 14 gennaio - Kees Bakels, direttore d'orchestra e violinista olandese
- 14 gennaio - William Brown, ex tennista statunitense
- 14 gennaio - Kathleen Chalfant, attrice statunitense
- 14 gennaio - Maina Gielgud, ex ballerina e direttrice artistica britannica
- 14 gennaio - Anselm Grün, scrittore tedesco
- 14 gennaio - C. David Heymann, scrittore statunitense († 2012)
- 14 gennaio - Jaroslav Konečný, pallamanista cecoslovacco († 2017)
- 14 gennaio - Mauro Lusini, cantautore, compositore e produttore discografico italiano
- 14 gennaio - Vonetta McGee, attrice statunitense († 2010)
- 15 gennaio - Gian Pietro Beghelli, imprenditore italiano
- 15 gennaio - Karen Carlson, attrice, regista e produttrice cinematografica statunitense
- 15 gennaio - Giovanna Casolla, soprano italiano
- 15 gennaio - Gary Dilley, ex nuotatore statunitense
- 15 gennaio - María Antonia Iglesias, giornalista spagnola († 2014)
- 15 gennaio - Ko Chun-hsiung, attore, regista e politico taiwanese († 2015)
- 15 gennaio - David Pleat, ex calciatore e allenatore di calcio inglese
- 15 gennaio - Marie Christine von Reibnitz, scrittrice britannica
- 15 gennaio - Phillip Tinney, ex calciatore inglese
- 16 gennaio - Joscelyn Godwin, compositore, musicologo e traduttore inglese
- 16 gennaio - Ervin Inniger, ex cestista e allenatore di pallacanestro statunitense
- 16 gennaio - Lally Stott, cantante, compositore e paroliere britannico († 1977)
- 16 gennaio - Wim Suurbier, calciatore e allenatore di calcio olandese († 2020)
- 16 gennaio - Franco Zagari, architetto italiano († 2023)
- 17 gennaio - Javed Akhtar, sceneggiatore, paroliere e poeta indiano
- 17 gennaio - Lenny Baker, attore statunitense († 1982)
- 17 gennaio - Carlo De Mejo, attore italiano († 2015)
- 17 gennaio - Claude Guéant, funzionario e politico francese
- 17 gennaio - Preston Pearson, ex giocatore di football americano statunitense
- 17 gennaio - Ian Storey-Moore, allenatore di calcio e ex calciatore inglese
- 18 gennaio - Isabel Allende Bussi, politica cilena
- 18 gennaio - Anthony Blackburn, ammiraglio inglese
- 18 gennaio - Giuseppe Brandolini, paroliere e compositore italiano († 2014)
- 18 gennaio - Candinho, allenatore di calcio brasiliano
- 18 gennaio - Hans Hiltebrand, ex bobbista svizzero
- 18 gennaio - Edir Macedo, predicatore, imprenditore e dirigente d'azienda brasiliano
- 18 gennaio - François Morin, economista e saggista francese
- 18 gennaio - José Luis Perales, cantante spagnolo
- 18 gennaio - Bjørn Rime, allenatore di calcio e ex calciatore norvegese
- 18 gennaio - Gary Suiter, cestista statunitense († 1982)
- 18 gennaio - Steven Truscott, canadese
- 19 gennaio - Vadim Jusupovič Abdrašitov, regista russo († 2023)
- 19 gennaio - Santiago Cortés, calciatore salvadoregno († 2011)
- 19 gennaio - Néstor Delguy, ex cestista argentino
- 19 gennaio - Fio Maravilha, ex calciatore brasiliano
- 19 gennaio - Jürgen Haase, ex mezzofondista tedesco
- 19 gennaio - Dragan Holcer, calciatore jugoslavo († 2015)
- 19 gennaio - Ken James, ex cestista australiano
- 19 gennaio - Franz Keller, ex combinatista nordico tedesco
- 19 gennaio - David Marr, neuroscienziato britannico († 1980)
- 19 gennaio - Bobby Moncur, ex calciatore e allenatore di calcio scozzese
- 19 gennaio - Enzo Siviero, architetto italiano
- 20 gennaio - Gianni Amelio, regista e sceneggiatore italiano
- 20 gennaio - Robert Olen Butler, scrittore statunitense
- 20 gennaio - Momčilo Krajišnik, politico serbo († 2020)
- 20 gennaio - Susan Rothenberg, pittrice e illustratrice statunitense († 2020)
- 20 gennaio - Richard Sanders, lottatore statunitense († 1972)
- 20 gennaio - Walter Steinbauer, bobbista tedesco († 1991)
- 20 gennaio - Eric Stewart, cantante, chitarrista e produttore discografico britannico
- 20 gennaio - Galina Voronina, ex cestista e allenatrice di pallacanestro sovietica
- 21 gennaio - Vladimir Donin, ex schermidore sovietico
- 21 gennaio - Pete Kircher, batterista e percussionista inglese
- 21 gennaio - Jurij Ljapkin, ex hockeista su ghiaccio sovietico
- 21 gennaio - Fernando Mason, vescovo cattolico e missionario italiano
- 21 gennaio - Martin Shaw, attore britannico
- 21 gennaio - Giuseppe Valsecchi, ex calciatore e allenatore di calcio italiano
- 21 gennaio - Winfried Vogt, pilota automobilistico tedesco († 1989)
- 22 gennaio - Pietro Carmignani, ex calciatore e allenatore di calcio italiano
- 22 gennaio - Michael Cristofer, drammaturgo, sceneggiatore e regista statunitense
- 22 gennaio - Sergio Franchi, hockeista su pista e allenatore di hockey su pista italiano († 1988)
- 22 gennaio - Randy Horton, crickettista, ex calciatore e politico bermudiano
- 22 gennaio - Isaiah Jackson, direttore d'orchestra statunitense
- 22 gennaio - Juan Matta-Ballesteros, criminale honduregno
- 22 gennaio - Jean-Pierre Nicolas, ex pilota di rally francese
- 22 gennaio - Feliks Niedziółka, calciatore polacco († 2024)
- 22 gennaio - Christoph Schönborn, cardinale e arcivescovo cattolico austriaco
- 22 gennaio - Alojzij Uran, arcivescovo cattolico sloveno († 2020)
- 22 gennaio - Ludo Vandromme, ciclista su strada belga
- 22 gennaio - Sam Williams, ex cestista statunitense
- 23 gennaio - Renzo Cilia, presbitero, musicista e direttore di coro maltese
- 23 gennaio - Nora Cárpena, attrice argentina
- 23 gennaio - Ray Jackendoff, linguista statunitense
- 23 gennaio - Hossein Kalani, ex calciatore iraniano
- 23 gennaio - Renate Kern, cantante tedesca († 1991)
- 23 gennaio - Ray Martin, ex calciatore inglese
- 24 gennaio - Valerio Breda, vescovo cattolico e missionario italiano († 2020)
- 24 gennaio - Dino Fekaris, produttore discografico e cantautore britannico
- 24 gennaio - John Garamendi, politico statunitense
- 24 gennaio - Subhash Ghai, regista, produttore cinematografico e montatore indiano
- 24 gennaio - Eva Janko, ex giavellottista austriaca
- 24 gennaio - Norbert Ozimek, ex sollevatore polacco
- 24 gennaio - Vladimir Proskurin, calciatore e allenatore di calcio sovietico († 2020)
- 25 gennaio - Byron Beck, ex cestista statunitense
- 25 gennaio - Mario Frasson, politico italiano
- 25 gennaio - Sławomir Idziak, direttore della fotografia polacco
- 25 gennaio - John Leslie, attore pornografico e regista statunitense († 2010)
- 25 gennaio - Luigi Pogliana, ex calciatore italiano
- 25 gennaio - Leigh Taylor-Young, attrice statunitense
- 25 gennaio - Jill Townsend, attrice statunitense
- 25 gennaio - Dave Walker, cantante e chitarrista britannico
- 25 gennaio - Walt Wesley, cestista statunitense († 2024)
- 26 gennaio - Werner Camichel, bobbista svizzero († 2006)
- 26 gennaio - Angelo Carrara, produttore discografico italiano († 2012)
- 26 gennaio - Dan Etete, politico nigeriano
- 26 gennaio - Ashley Hutchings, bassista inglese
- 26 gennaio - Thom Jones, scrittore statunitense († 2016)
- 26 gennaio - Barbara Kruger, artista statunitense
- 26 gennaio - Mario Morello, ex calciatore italiano
- 26 gennaio - Jacqueline du Pré, violoncellista britannica († 1987)
- 26 gennaio - David Purley, pilota automobilistico britannico († 1985)
- 26 gennaio - Jeremy Rifkin, economista, sociologo e attivista statunitense
- 26 gennaio - Domenico Testa, politico italiano
- 27 gennaio - Clarissa Pinkola Estés, scrittrice, poetessa e psicoanalista statunitense
- 27 gennaio - Françoise Gay, ex sciatrice alpina svizzera
- 27 gennaio - Ivair Ferreira, calciatore brasiliano († 2024)
- 27 gennaio - Henri Texier, contrabbassista e compositore francese
- 28 gennaio - Alessandro Bianchi, politico e urbanista italiano
- 28 gennaio - Frank Doubleday, attore statunitense († 2018)
- 28 gennaio - Karen Lynn Gorney, attrice e cantante statunitense
- 28 gennaio - Marthe Keller, attrice e regista teatrale svizzera
- 28 gennaio - Karl-Heinz Luck, combinatista nordico tedesco († 2024)
- 28 gennaio - Berit Nesheim, regista norvegese
- 28 gennaio - John Perkins, saggista statunitense
- 28 gennaio - Robert Wyatt, batterista, cantante e tastierista inglese
- 29 gennaio - Tsambyn Danzan, ex biatleta mongolo
- 29 gennaio - Fanny González, ex cestista paraguaiana
- 29 gennaio - Ibrahim Boubacar Keïta, politico maliano († 2022)
- 29 gennaio - Manfred Lehmann, attore e doppiatore tedesco
- 29 gennaio - Tom Selleck, attore statunitense
- 29 gennaio - Yōko Shinozaki, pallavolista giapponese
- 30 gennaio - Meir Dagan, generale e agente segreto israeliano († 2016)
- 30 gennaio - Floyd Flake, politico e pastore protestante statunitense
- 30 gennaio - Cristina Rota, attrice argentina
- 30 gennaio - Michele Russo, vescovo cattolico e missionario italiano († 2019)
- 30 gennaio - Ljudmila Švecova, cestista sovietica († 2023)
- 31 gennaio - Dionisio Guillermo García Ibáñez, arcivescovo cattolico cubano
- 31 gennaio - Lino Golin, ex calciatore italiano
- 31 gennaio - Brenda Hale, baronessa Hale di Richmond, politica e giudice britannica
- 31 gennaio - Darrell Hardy, ex cestista statunitense
- 31 gennaio - Joseph Kosuth, artista statunitense
- 31 gennaio - Enrico Perego, ex calciatore italiano
- 31 gennaio - Birgit Radochla, ex ginnasta tedesca